# Индонезийско-эмиратские отношения
Индонезийско-эмиратские отношения — двусторонние дипломатические отношения между Индонезией и Объединёнными Арабскими Эмиратами (ОАЭ). Государства являются членами Организации Объединённых Наций, Всемирной торговой организации (ВТО), Движения неприсоединения и Организации исламского сотрудничества (ОИС). Кроме того, ОАЭ входят в БРИКС, а Индонезия является страной-партнëром. 

## История
Индонезия признала Объединённые Арабские Эмираты сразу после обретения ими независимости в 1971 году. Дипломатические отношения были установлены 30 апреля 1976 года. Президент Индонезии Сухарто посетил ОАЭ в октябре 1977 года, а год спустя в 1978 году было открыто посольство Индонезии в Абу-Даби. Государственный министр науки и технологий Индонезии Бухаруддин Юсуф Хабиби посетил Объединённые Арабские Эмираты в 1988 году.
Визит президента ОАЭ шейха Заида ибн Султана Аль Нахайяна в Индонезию в мае 1990 года, за которым последовало открытие посольства в Джакарте 10 июня 1991 года, ещё больше укрепил отношения между двумя странами.
В мае 2006 года президент Индонезии Сусило Бамбанг Юдойоно посетил ОАЭ, где встретился с президентом шейхом Халифой ибн Заидом Аль Нахайяном. 14 ноября 2022 года президент Индонезии Джоко Видодо и его коллега шейх Мухаммад ибн Заид Аль Нахайян открыли Большую мечеть шейха Заида в городе Суракарта. Строительство мечети обошлось в 20 миллионов долларов США, она представляет собой уменьшенную копию Мечети шейха Заида в Абу-Даби и названа в честь основателя ОАЭ шейха Заида ибн Султана Аль Нахайяна.

## Торговля
Индонезия рассматривает Объединённые Арабские Эмираты как стратегического союзника в регионе Ближнего Востока. ОАЭ является для Индонезии основным маршрутом для выхода на рынки Персидского залива и Ближнего Востока и крупнейшим рынком сбыта индонезийской продукции в этом регионе. Правительство Индонезии создало торговое и инвестиционное представительство для продвижения своей продукции в Объединённых Арабских Эмиратах и во всем регионе Ближнего Востока.
В 2008 году объём товарооборота между государствами составил сумму более 2,18 млрд долларов США. Экспорт Индонезии в ОАЭ состоит из более чем 200 наименований товаров, таких как: текстиль, одежда, бумага, фанера, мебель (Индонезия имеет 35 % рынка ОАЭ) и электроника. Экспорт Индонезии в ОАЭ: смазочное масло, химическая продукция, алюминиевая руда, железный лом и кукурузная мука. ОАЭ объявили о плане инвестировать 10 млрд долларов США в суверенный фонд Indonesia Investment Authority, которые пойдут на финансирование инфраструктурных проектов, туризма и сельского хозяйства.
Объединённые Арабские Эмираты также являются популярным местом для индонезийских рабочих на Ближнем Востоке. В 2020 году в ОАЭ работало около 36 тысяч индонезийских рабочих.
Индонезия и Объединённые Арабские Эмираты подписали соглашение о свободной торговле 1 июля 2022 года, которое вступит в силу после его ратификации обеими странами.

## Дипломатические представительства
- Индонезия содержит посольство в Абу-Даби[7].
- ОАЭ имеет посольство в Джакарте[8].